# ENTHOI Lakatamia
ENTHOI Lakatamia (řecky Ένωση Νέων ΘΟΪ Λακατάμια) je kyperský fotbalový klub z Lakatamie, který působí v kyperské čtvrté divizi (čtvrtá liga). Klub byl založen v roce 1948.